# Ia Gavrilova
Pour les articles homonymes, voir Gavrilova.
Ia Viktorovna Gavrilova - en russe : Ия Викторовна Гаврилова et en anglais : Iya Gavrilova - (née le 3 septembre 1987 à Krasnoïarsk en République socialiste fédérative soviétique de Russie) est une joueuse russe de hockey sur glace évoluant au poste d'poste d'attaquante. Elle a également représenté la Russie dans 11 championnats du monde, remportant 2 médailles de bronze.

## Biographie

### Carrière en club
Formée au Sokol Krasnoïarsk, elle part à Moscou et débute dans le champion national à l'âge de 14 ans. Elle se joint au HK SKIF jusqu'en 2006. Elle intègre alors l'effectif du HK Tornado pour une saison puis part en Amérique du Nord. Elle évolue avec les Bulldogs de Minnesota-Duluth dans le championnat universitaire NCAA. Elle remporte la Coupe d'Europe des clubs champions pour la saison 2010 avec le HK Tornado.

### Carrière internationale
Elle représente la Russie au niveau international. Elle prend part à de nombreuses éditions des championnats du monde ainsi qu'aux Jeux olympiques de 2006 et 2010.

## Statistiques
| Saison    | Équipe                       | Ligue          |                            | Saison régulière           | Saison régulière           | Saison régulière           | Saison régulière           | Saison régulière           |                            | Séries éliminatoires       | Séries éliminatoires       | Séries éliminatoires       | Séries éliminatoires | Séries éliminatoires |
| Saison    | Équipe                       | Ligue          | PJ                         | B                          | A                          | Pts                        | Pun                        | PJ                         | B                          | A                          | Pts                        | Pun                        |                      |                      |
| 2005-2006 | HK SKIF                      | JHL            | Statistiques indisponibles | Statistiques indisponibles | Statistiques indisponibles | Statistiques indisponibles | Statistiques indisponibles | Statistiques indisponibles | Statistiques indisponibles | Statistiques indisponibles | Statistiques indisponibles | Statistiques indisponibles |                      |                      |
| 2005-2006 | HK SKIF                      | Coupe d'Europe | -                          | -                          | -                          | -                          | -                          | 3                          | 1                          | 0                          | 1                          | 4                          |                      |                      |
| 2007-2008 | Bulldogs de Minnesota-Duluth | NCAA           | 26                         | 19                         | 22                         | 41                         | 16                         |                            |                            |                            |                            |                            |                      |                      |
| 2008-2009 | HK Tornado                   | JHL            | Statistiques indisponibles | Statistiques indisponibles | Statistiques indisponibles | Statistiques indisponibles | Statistiques indisponibles | Statistiques indisponibles | Statistiques indisponibles | Statistiques indisponibles | Statistiques indisponibles | Statistiques indisponibles |                      |                      |
| 2009-2010 | HK Tornado                   | JHL            | Statistiques indisponibles | Statistiques indisponibles | Statistiques indisponibles | Statistiques indisponibles | Statistiques indisponibles | Statistiques indisponibles | Statistiques indisponibles | Statistiques indisponibles | Statistiques indisponibles | Statistiques indisponibles |                      |                      |
| 2009-2010 | HK Tornado                   | Coupe d'Europe | -                          | -                          | -                          | -                          | -                          | 3                          | 2                          | 3                          | 5                          | 2                          |                      |                      |
| 2010-2011 | HK Tornado                   | JHL            | Statistiques indisponibles | Statistiques indisponibles | Statistiques indisponibles | Statistiques indisponibles | Statistiques indisponibles | Statistiques indisponibles | Statistiques indisponibles | Statistiques indisponibles | Statistiques indisponibles | Statistiques indisponibles |                      |                      |
| 2010-2011 | Whitecaps du Minnesota       | WWHL           | 3                          | 1                          | 4                          | 5                          | 0                          | -                          | -                          | -                          | -                          | -                          |                      |                      |
| 2011-2012 | Dinos de Calgary             | SIC            | 21                         | 15                         | 12                         | 27                         | 37                         | -                          | -                          | -                          | -                          | -                          |                      |                      |
| 2012-2013 | Dinos de Calgary             | SIC            | 21                         | 13                         | 15                         | 28                         | 20                         | 6                          | 4                          | 6                          | 10                         | 10                         |                      |                      |
| 2013-2014 | HK Tornado                   | JHL            | 39                         | 65                         | 50                         | 115                        | 34                         | -                          | -                          | -                          | -                          | -                          |                      |                      |
| 2014-2015 | Dinos de Calgary             | SIC            | 23                         | 21                         | 16                         | 37                         | 18                         | 4                          | 2                          | 3                          | 5                          | 6                          |                      |                      |
| 2015-2016 | Dinos de Calgary             | SIC            | 28                         | 20                         | 23                         | 43                         | 60                         | 2                          | 0                          | 0                          | 0                          | 2                          |                      |                      |
| 2016-2017 | Inferno de Calgary           | LCHF           | 20                         | 11                         | 10                         | 21                         | 8                          | -                          | -                          | -                          | -                          | -                          |                      |                      |
| 2017-2018 | Inferno de Calgary           | LCHF           | 28                         | 6                          | 18                         | 24                         | 10                         | 3                          | 1                          | 0                          | 1                          | 4                          |                      |                      |
| 2018-2019 | Inferno de Calgary           | LCHF           | Statistiques indisponibles | Statistiques indisponibles | Statistiques indisponibles | Statistiques indisponibles | Statistiques indisponibles | Statistiques indisponibles | Statistiques indisponibles | Statistiques indisponibles | Statistiques indisponibles | Statistiques indisponibles |                      |                      |
| 2019-2020 | Calgary                      | PWHPA          | Statistiques indisponibles | Statistiques indisponibles | Statistiques indisponibles | Statistiques indisponibles | Statistiques indisponibles | Statistiques indisponibles | Statistiques indisponibles | Statistiques indisponibles | Statistiques indisponibles | Statistiques indisponibles |                      |                      |
| 2020-2021 | Calgary                      | PWHPA          | 4                          | 0                          | 0                          | 0                          | 2                          |                            |                            |                            |                            |                            |                      |                      |
| 2021-2022 | Calgary                      | PWHPA          | 6                          | 4                          | 0                          | 4                          | 2                          |                            |                            |                            |                            |                            |                      |                      |
| 2022-2023 | Team Sonnet                  | PWHPA          | Statistiques indisponibles | Statistiques indisponibles | Statistiques indisponibles | Statistiques indisponibles | Statistiques indisponibles | Statistiques indisponibles | Statistiques indisponibles | Statistiques indisponibles | Statistiques indisponibles | Statistiques indisponibles |                      |                      |

### En équipe nationale
| Année | Équipe | Compétition          |   | PJ | B | A | Pts | Pun                |  | Résultat |
| 2004  | Russie | Championnat du monde | 4 | 1  | 1 | 2 | 2   | Cinquième place    |  |          |
| 2005  | Russie | Championnat du monde | 5 | 0  | 1 | 1 | 2   | Huitième place     |  |          |
| 2006  | Russie | Jeux olympiques      | 5 | 2  | 0 | 2 | 14  | Sixième place      |  |          |
| 2007  | Russie | Championnat du monde | 4 | 4  | 1 | 5 | 2   | Septième place     |  |          |
| 2008  | Russie | Championnat du monde | 4 | 2  | 4 | 6 | 4   | Sixième place      |  |          |
| 2009  | Russie | Championnat du monde | 4 | 1  | 2 | 3 | 4   | Cinquième place    |  |          |
| 2010  | Russie | Jeux olympiques      | 5 | 2  | 0 | 2 | 6   | Sixième place      |  |          |
| 2011  | Russie | Championnat du monde | 6 | 1  | 3 | 4 | 10  | Quatrième place    |  |          |
| 2012  | Russie | Championnat du monde | 5 | 0  | 3 | 3 | 2   | Sixième place      |  |          |
| 2013  | Russie | Championnat du monde | 6 | 0  | 3 | 3 | 0   | Médaille de bronze |  |          |
| 2014  | Russie | Jeux olympiques      | 6 | 1  | 2 | 3 | 2   | Disqualifiéé       |  |          |
| 2015  | Russie | Championnat du monde | 6 | 2  | 3 | 5 | 12  | Quatrième place    |  |          |
| 2016  | Russie | Championnat du monde | 6 | 3  | 0 | 3 | 0   | Médaille de bronze |  |          |
| 2017  | Russie | Championnat du monde | 5 | 0  | 0 | 0 | 2   | Cinquième place    |  |          |

## Trophées et honneurs personnels

### Coupe d'Europe des clubs champions
- 2010 : nommée meilleure joueuse du tournoi final.